# Nyzeeländskt vaktelbär
Nyzeeländskt vaktelbär (Gaultheria depressa) är en buske i släktet vaktelbär och familjen ljungväxter. Den förekommer i Australien och Nya Zeeland.
Det finns två underarter, G. depressa depressa, som förekommer på Tasmanien och Nya Zeeland, och G. depressa novae-zealandiae som förekommer enbart i Nya Zeeland.
Busken blir 10–20 centimeter I Australien och något större i Nya Zeeland. Busken blommar med vita blommor från september till januari. Bären blir vita eller röda och ungefär 1 centimeter stora.